# Francesco Baracca
Francesco Baracca (Lugo, 9 maggio 1888 – Nervesa, 19 giugno 1918) è stato il principale asso dell'aviazione italiana durante la prima guerra mondiale, nel corso della quale gli vennero attribuiti trentaquattro abbattimenti di aerei nemici, il numero più alto mai raggiunto da un aviatore dell'Aeronautica italiana. Fu insignito della medaglia d'oro al valor militare.

## Biografia
Francesco Luigi Giuseppe Baracca nacque a Lugo, nell'attuale corso Garibaldi, da Enrico (1855-1936), uomo d'affari e proprietario terriero, e dalla contessa Paolina de Biancoli. Il giovane Francesco studiò dapprima nella città natale di Lugo, quindi a Firenze per poi scegliere la carriera militare all'Accademia militare di Modena, dove fu ammesso nel 1907 e da cui due anni dopo ne uscì come sottotenente dell'Arma di cavalleria del Regio Esercito. Nel 1909 frequentò il corso di specializzazione presso la Scuola di Cavalleria di Pinerolo e l'anno successivo venne assegnato al 2º Reggimento cavalleria "Piemonte Reale" di stanza a Roma nella caserma "Castro Pretorio", dove dimostrò le sue doti di cavaliere vincendo il concorso ippico di Tor di Quinto.
Nel 1912, affascinato da un'esercitazione aerea presso l'aeroporto di Roma-Centocelle, passò in aviazione, che allora era parte dell'esercito. La sua domanda fu accettata il 24 aprile. Frequentò i corsi della scuola di pilotaggio a Bétheny in Francia con un Nieuport 10, e il 9 luglio 1912 conseguì il brevetto di pilota numero 1037. Si distinse presto per l'eccezionale abilità nelle tecniche acrobatiche. Nel 1914 venne assegnato al Battaglione Aviatori, prima presso la 5ª e poi con la 6ª Squadriglia. Alla vigilia della prima guerra mondiale, Baracca fu inviato a Parigi dove si addestrò sul caccia Nieuport 10.
Rientrato in Italia nel luglio del 1915 all'8ª Squadriglia da ricognizione e combattimento su Nieuport-Macchi Ni.10, cominciò i voli di pattugliamento il 25 agosto con la 2ª Squadriglia da ricognizione e combattimento. Dopo ripetuti infruttuosi combattimenti, gli venne assegnato un Nieuport 11 "Bébé" con il quale – in forza dal 1º dicembre alla 1ª Squadriglia caccia che diventa il 15 aprile 1916 70ª Squadriglia caccia – entrò ripetutamente in azione nella seconda metà del 1915. Il suo primo abbattimento venne effettuato sopra il cielo di Gorizia: il 7 aprile 1916, ai comandi di un Ni 11 presso Medeuzza, dopo vari minuti di ingaggio riuscì a portarsi con una cabrata in coda a un ricognitore Hansa-Brandenburg C.I austro-ungarico che, ricevuti quarantacinque colpi, fu costretto ad atterrare e l'equipaggio, composto dal Sergente Adolf Ott e dal Tenente osservatore Franz Lenarcic (che in seguito morirà per le ferite) della Flik 19, venne fatto prigioniero.
Per un'altra fonte l'aereo abbattuto era un biposto Aviatik. Per l'azione Baracca venne decorato con la medaglia d'argento al valor militare. La sua prima vittoria fu anche la prima in assoluto dell'aviazione italiana. Tornato a terra, incontrò uno dei due aviatori nemici abbattuti e gli strinse la mano, mostrando simili atteggiamenti di conforto e cavalleria anche verso altri nemici nel prosieguo della guerra; egli, infatti, sosteneva: «è all'apparecchio che io miro, non all'uomo». Sarà decorato di altre due medaglie d'argento, delle quali, l'ultima sarà convertita in medaglia d'oro nel maggio 1918. Altre vittorie seguirono presto la prima, e, all'inizio di maggio, aveva ottenuto già sette vittorie individuali e tre in collaborazione, diventando di fatto uno dei pochi assi dell'aviazione, con tutta la celebrità che ne conseguiva. Promosso capitano nel giugno 1916, rimase sempre nella stessa squadriglia, anche quando questa divenne la 70ª. Il 28 novembre abbatté in battaglia il suo quinto aereo, ottenendo l'iscrizione nell'Albo degli Assi. Quel giorno Baracca consegue la sua vittoria nella tarda mattinata a Tolmezzo con 30 colpi di mitragliatrice ai danni del Brandenburg C.I della Flik 16 dell'osservatore Kálmán Sarközy che rimane ferito e prigioniero e di Fritz Fuchs, il quale non sopravvisse al duello.
Il 1º gennaio 1917 Baracca abbatte un aereo Brandenburg austriaco della Flik 12 vicino a Castagnevizza volando sull'Ni 17 2614.
L'11 febbraio Baracca (su Ni 17) con Fulco Ruffo di Calabria (su Ni 17), il serg. Giulio Poli ed il caporale Antonio Pagliari (su Ni 11) abbattono il Br. C.1 del caporale Ludwig Fleck con l'osservatore Tenente Wilhelm Siemienski della Flik 35 che, dopo aver colpito il serbatoio del Nieuport 11 del caporale Anselmo Caselli che rientra in emergenza, mentre al ricognitore con i due membri dell'equipaggio feriti riesce un atterraggio di fortuna urtando un albero e rovinando le ali nei prati vicino a Remanzacco dopo una battaglia sul cielo di Udine alla quale assiste Vittorio Emanuele III di Savoia che il giorno dopo si reca al campo per complimentarsi con i piloti. Baracca arrivando alla quinta vittoria diventa un asso dell'aviazione.
Il 25 aprile Baracca vola in ricognizione strategica su Brunico e Bressanone con lo SPAD S.VII dotato di macchina fotografica.
Il 26 aprile Baracca abbatte il Br. C.1 del Zgsf. Josef Majsai e del Leut. Emmerich Treer della Flik 35 con l'aiuto del serg. Goffredo Gorini (ex della 3ª Squadriglia per l'artiglieria) ed Attilio Imolesi della 79ª Squadriglia vicino a San Martino del Carso arrivando ad 8 vittorie e ricevendo la croce dell'Ordine militare di Savoia.

Alcuni componenti della 91ª Squadriglia aeroplani da caccia. Da sinistra; ten. Gastone Novelli, ten. Ferruccio Ranza, cap. Fulco Ruffo di Calabria, cap. Bartolomeo Costantini, magg. Francesco Baracca.

Il 1º maggio successivo si trasferì alla 91ª Squadriglia, soprannominata "La squadriglia degli assi" perché costituita da grandi assi dell'aviazione scelti da Baracca in persona, quali Pier Ruggero Piccio, Fulco Ruffo di Calabria, Gaetano Aliperta, Bartolomeo Costantini, Guido Keller, Giovanni Sabelli, Enrico Perreri e Ferruccio Ranza. L'unità aveva in dotazione il nuovo Nieuport 17 costruito in Italia dalla Macchi. Sul suo aereo in onore alla sua Arma di appartenenza Baracca dipinse il cavallino nero rampante destinato a diventare una delle insegne più care agli italiani (anni dopo la madre di Baracca consegnò quel simbolo a Enzo Ferrari e gli disse: "Ferrari, metta sulle sue macchine il cavallino rampante del mio figliolo. Le porterà fortuna"). 
Il 1º maggio, durante una missione di ricognizione su Monfalcone, pilotando l'Hansa-Brandenburg C.I 229.08 della Flik 12, Frank Linke-Crawford ebbe modo di scontrarsi con lo SPAD S.VII di Baracca: i due duellarono a lungo, in un combattimento molto duro che si sviluppò da 4 000 metri fino a bassa quota. Baracca si convinse di aver abbattuto il suo avversario, ma Linke-Crawford riuscì a portare a termine la missione nonostante ben 68 fori di proiettile rinvenuti sull'aereo.
Il 10 maggio Baracca abbatté l'Hansa-Brandenburg D.I del Zugsführer Rudolf Stöhr della FliK 41J vicino a Vertoiba conseguendo la nona vittoria ufficiale.
Il 13 maggio Baracca ottenne un'altra vittoria in collaborazione sul Br. C.1 dell'asso Julius Busa e dell’osservatore Hermann Grössler della Fluggeschwader 1 (FlG I) sul Monte Korada. Sempre nello stesso mese di maggio Baracca passerà sullo SPAD S.VII.
Il 20 maggio nell'ambito della decima offensiva dell'Isonzo Baracca colpisce sul Monte Santo di Gorizia un ricognitore Brandenburg della Flik 12 con pallottole incendiarie che precipita a quota 363 di Plava a pochi metri dalle trincee italiane. Il 3 giugno Baracca abbatte l'Hansa-Brandenburg C.I del Zgsf. Johann Rotter con l'Oblt. Max Bednarzik del Fluggeschwader 1 o FlG. I fra Plava e Monte Cucco di Plava.
Presso la 91ª Squadriglia, di cui divenne il comandante, conseguì ventisei vittorie. 
Il 6 settembre venne abbattuto sul Monte Sabotino da Sabelli e Baracca il Br.C.1 della Flik 34 del Zgsf. Stefan Morth che rimase ferito e dell'osservatore Oblt. Béla Gerey che morì.
Nel settembre 1917, con diciannove vittorie al suo attivo, era l'asso italiano con il maggior numero di abbattimenti. Il 6 di quel mese venne promosso maggiore. Altri cinque successi seguirono in ottobre, con due doppi abbattimenti in due singoli giorni. La seconda di queste duplici vittorie venne conseguita il 26 ottobre, ai danni di due Aviatik tedeschi. Quando gli austro-ungarici, rinforzati da forze germaniche, incluse tre squadriglie di caccia (Jagdstaffeln, più semplicemente Jastas), lanciarono la loro offensiva che portò alla disfatta di Caporetto, la 91ª Squadriglia venne riequipaggiata con lo SPAD S.XIII. Pilotando questo nuovo aereo, Baracca portò il totale delle sue vittorie a trenta, ma subito dopo venne messo a riposo. Il 6 novembre abbatté a Fossalta di Portogruaro l'asso Rudolf Szepessy-Sokoll.

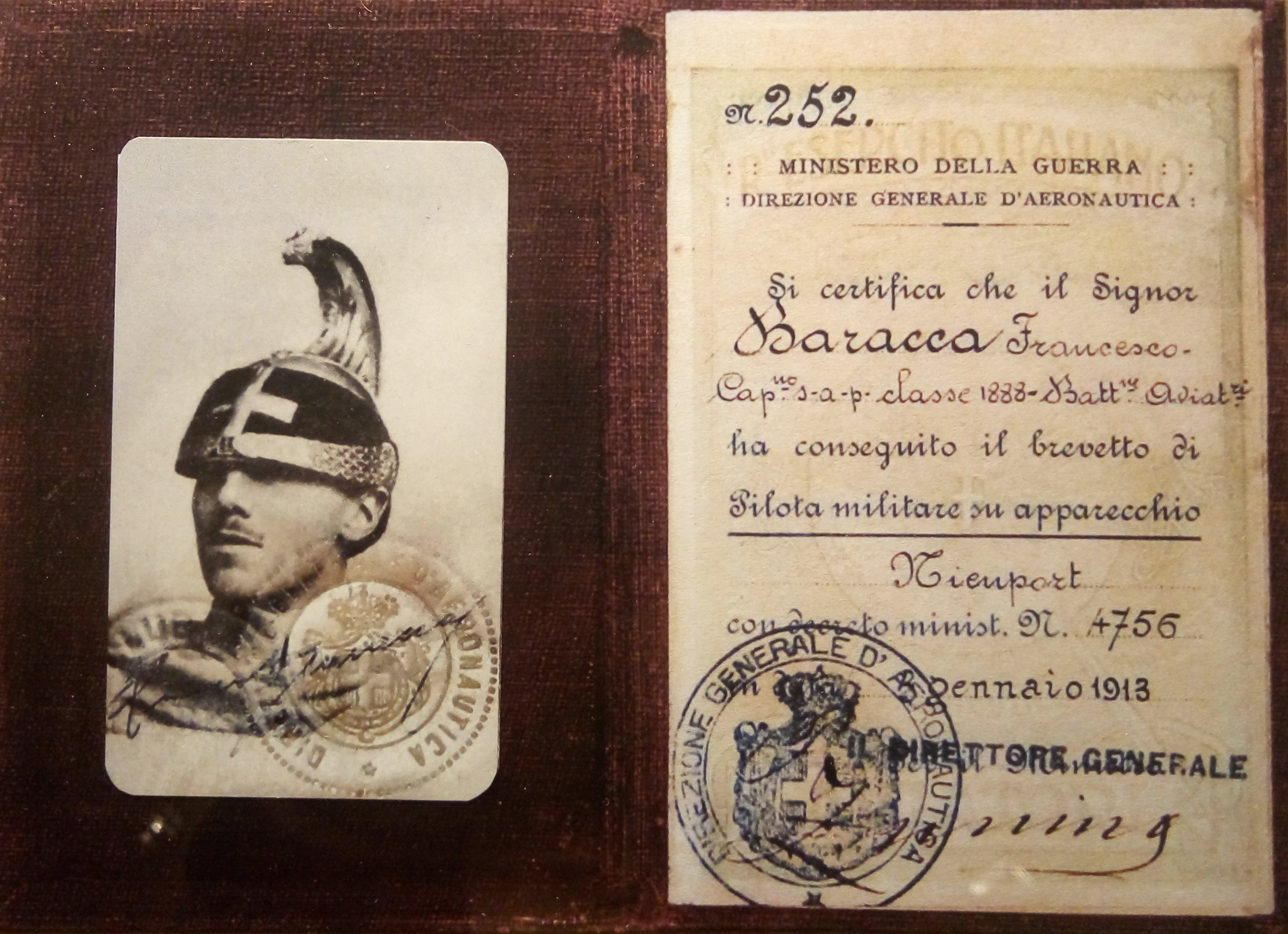
Il brevetto da pilota, ottenuto nel 1912.

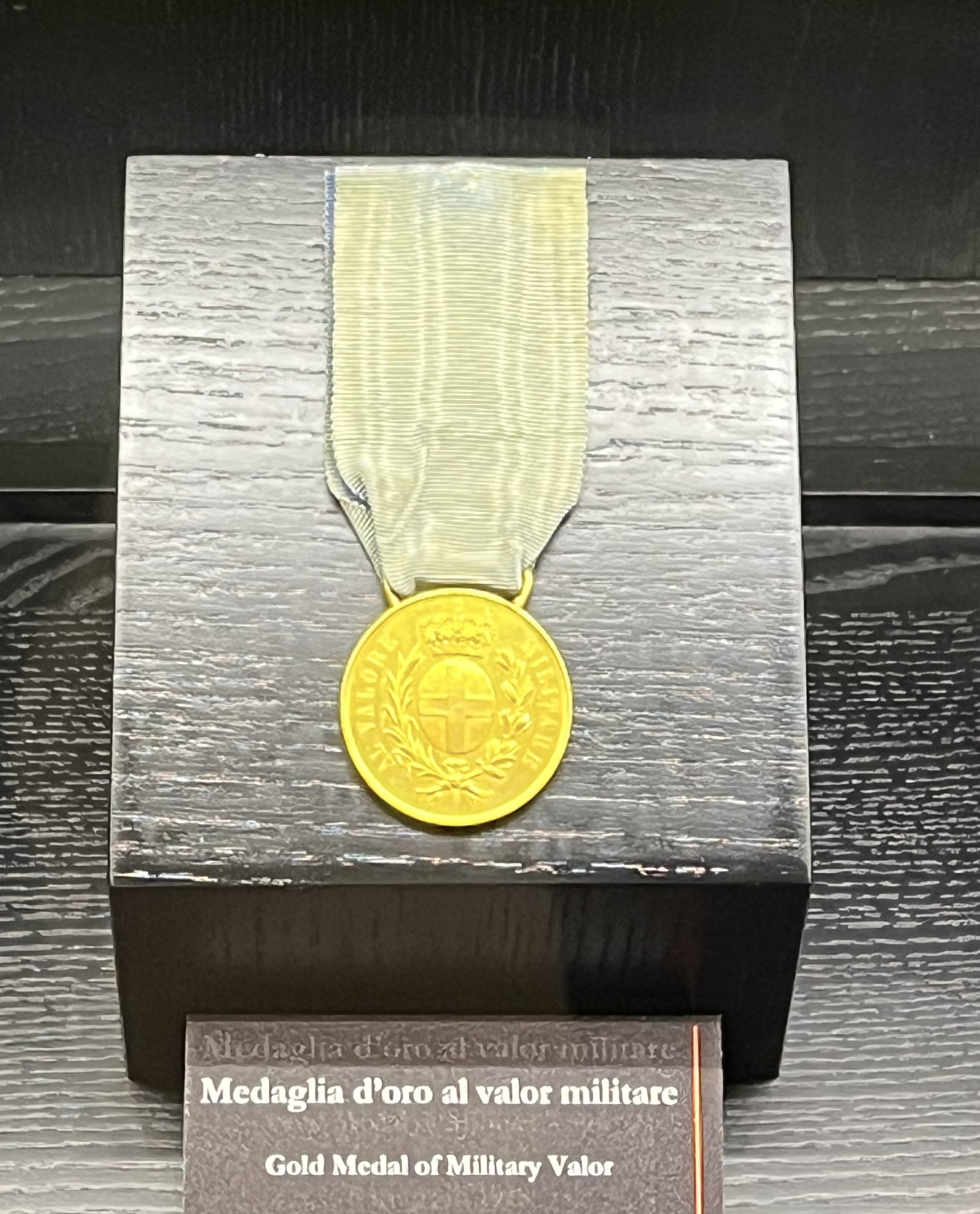
La medaglia d'oro di cui fu insignito Francesco Baracca.

Ritornò in azione nel maggio 1918, dopo che il 5 gli fu commutata una medaglia d'argento in medaglia d'oro. Il 15 giugno, con l'abbattimento di altri due aerei, conseguì le sue ultime vittorie, abbattendo per ultimo un caccia Albatros D.III con uno SPAD S.XIII nei pressi di San Biagio di Callalta.
Era la sua vittoria ufficiale numero trentaquattro riportata in sessantatré combattimenti aerei, sebbene ci sia chi alza questo numero a trentasei e chi lo abbassa a trentatré. Il 19 giugno, dopo aver compiuto una missione, il trentenne Baracca rientrò al campo di Quinto di Treviso; lo SPAD S.XIII con cui aveva compiuto i primi voli della giornata aveva il rivestimento in tela delle ali e della fusoliera danneggiato, perciò egli decollò con il suo aereo di riserva, uno SPAD S.VII, per la quarta missione del giorno. Altri due aerei della 91ª Squadriglia sarebbero decollati con lui, il giovane Osnago e il più esperto Costantini. Al momento della partenza tuttavia si scoprirà che Costantini era già partito, lasciando a Baracca la sola scorta dell'inesperto Osnago. Mentre i piloti erano impegnati in un'azione di mitragliamento a volo radente sopra Colle Val dell'Acqua, sul Montello, l'asso italiano venne abbattuto. Baracca fu colpito da un biplano austro-ungarico non visto, o visto troppo tardi quando già l'asso era stato colpito dalla prima delle due raffiche sparate dall'osservatore. Il pilota Max Kauer e l'osservatore Arnold Barwig hanno fornito una documentazione che sarebbe stata sufficiente a far accreditare loro la vittoria verso chiunque altro, ma continuamente rifiutata dalle autorità italiane per motivi propagandistici, in tempi in cui l'esito della guerra era ancora incerto.

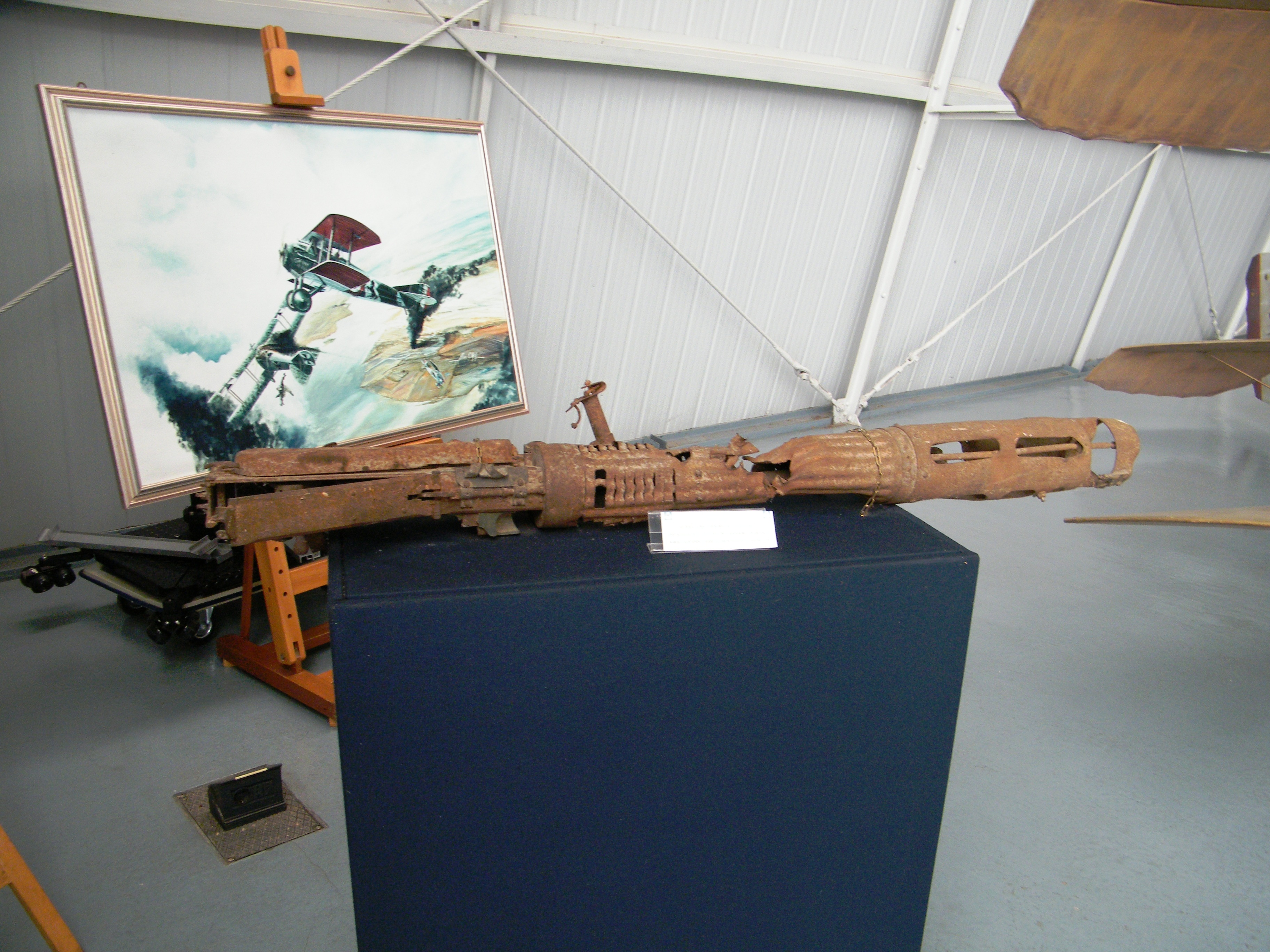
La mitragliatrice dell'aereo con cui Baracca precipitò nel giugno 1918.

Verrà ritrovato qualche giorno dopo, il 23 giugno, dal capitano Osnago, compagno dell'ultimo volo, che su segnalazione dell'ufficiale Ambrogio Gobbi raggiunse le pendici del Montello (località "Busa delle Rane") con il tenente Ranza ed il giornalista Garinei del Secolo di Milano. Qui, accanto ai resti del velivolo, si trovava il corpo di Baracca: ustionato in più punti, presentava una ferita nell'incavo dell'occhio destro, alla radice del naso. Le ali e la carlinga dello SPAD S.VII erano carbonizzati, il motore e la mitragliatrice infissi nel suolo e il serbatoio forato da due pallottole. Le esequie si svolsero il 26 giugno a Quinto di Treviso, alla presenza di autorità civili e militari, e l'elogio funebre venne pronunciato da Gabriele D'Annunzio, ammiratore del pilota di Lugo. La salma di Baracca verrà poi inumata in una cappella sepolcrale nel cimitero di Lugo. Il sarcofago, fuso col bronzo di cannoni austriaci del Carso, è sormontato da un'aquila che solleva la bandiera italiana con la croce di Savoia.
Vittorio Emanuele III Re d'Italia concesse il 17 Marzo 1927 il titolo personale di Conte al padre Enrico Baracca.
Solo nel 1995 diviene di pubblico dominio la storia d'amore di Francesco Baracca con Norina Cristofoli, nata nel 1902 a Tolmezzo. I due si erano conosciuti a Udine il 20 settembre 1917, pochi giorni prima della disfatta di Caporetto. La giovanissima Norina si rifugiò a Milano, dove ricevette numerose lettere da Francesco Baracca, l'ultima delle quali datata 4 giugno 1918, pochi giorni prima del 19 giugno 1918, giorno della morte dell'aviatore. Norina Cristofoli diventerà cantante lirica di un certo successo e morirà nel 1978, senza avere altre relazioni sentimentali in quanto si considerò per sempre legata al ricordo di Baracca.
Baracca fu membro della Massoneria di Rito scozzese antico ed accettato di Piazza del Gesù, dove raggiunse il 18º grado.

## Tesi sulla morte
È stata avanzata una tesi secondo la quale Baracca, piuttosto che bruciare con il velivolo o essere fatto prigioniero, avrebbe preferito suicidarsi (il corpo, ustionato in più punti, presentava una profonda ferita nell'orbita destra, alla radice del naso, e si osservava la fondina della pistola vuota, con l'arma scoppiata nella caduta), anche se, a causa della mancata autopsia, resta il dubbio delle ferite al petto riscontrate dai soldati. Inoltre, non è affatto chiaro se la ferita all'orbita sia da colpo di pistola oppure da pallette di shrapnel, a causa dei bombardamenti d'artiglieria che imperversarono nei tre giorni prima che ritrovassero il corpo (alcune pallette hanno lasciato persino traccia sul motore dello SPAD, attualmente ancora conservato nel museo dell'Aeronautica); da tempo, inoltre, esiste la rivendicazione dell'abbattimento da parte di un pilota austro-ungarico. L'ultima tesi è supportata da fonti austriache e si basa sul rapporto della missione, le testimonianze degli osservatori a terra e una foto del luogo dello schianto presa dal biposto nei minuti successivi alla morte di Baracca.
Anche secondo uno storico anglosassone, Christopher Shores, da ricerche nei registri austro-ungarici risulterebbe che Baracca venne ucciso dal mitragliere di un biposto austriaco che l'italiano stava attaccando dall'alto, o comunque iniziando lo scontro da una quota superiore. Questo avrebbe causato difficoltà nell'avvistamento del biposto austriaco da parte degli italiani, dato che si confondeva col suolo, e viceversa una migliore visibilità da parte degli austriaci, con i caccia nemici stagliati contro il cielo. Fonti austriache riportano come le truppe di terra non fossero dotate di munizioni incendiarie. La vampata che si sprigionò dal velivolo di Baracca, decollato da soli 15 minuti col pieno di carburante, fu talmente vivida e intensa da essere avvistata dai suoi compagni nell'aerodromo di Quinto di Treviso, distante svariati chilometri; essi pensarono, sulle prime, che Baracca e Osnago avessero intercettato e abbattuto un velivolo nemico.

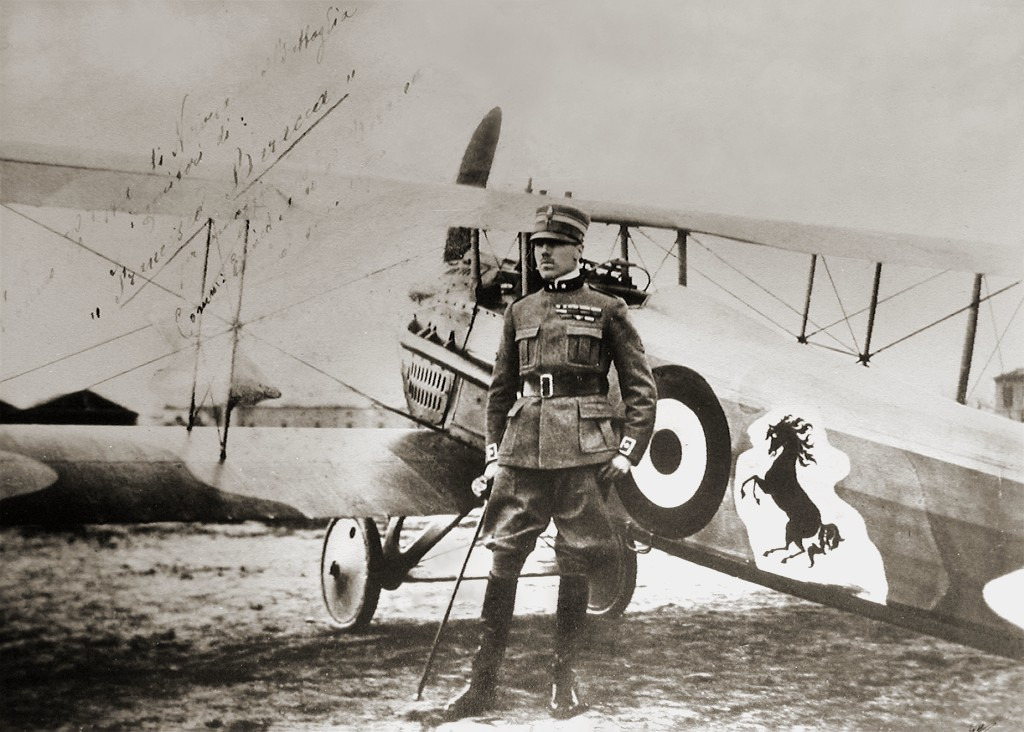
Francesco Baracca accanto al suo caccia SPAD S.XIII.

In ogni caso, nei giorni del ritiro delle truppe austro-ungariche da Bavaria e Nervesa per raggiungere la riva sinistra del Piave, un giornalista di guerra al seguito delle truppe italiane disse che fu difficile localizzare l'aereo caduto, poiché era finito in una fitta selva di alberi: di qui la certezza che il nemico non lo avesse trovato; inoltre la stampa austro-ungarica, in quei giorni di combattimento, non se ne era occupata, tanto che qualcuno sperava di trovare Baracca ancora in vita, magari ferito e nascosto da qualche parte. Tuttavia la vittoria da parte dei piloti austriaci fu riportata immediatamente al rientro dalla loro missione. Il re Vittorio Emanuele III aveva fatto inviare ai genitori dell'asso un telegramma in cui auspicava una risoluzione positiva, speranza che si infranse solo in seguito, con il ritrovamento del cadavere e dell'aereo caduto.
Dal lato austriaco, la scomparsa di Baracca non fu trascurata, nonostante la violenta battaglia a terra ponesse molti altri problemi da risolvere. Secondo gli austriaci quel giorno, proprio legato alla battaglia, alle 18.10 decollò un ricognitore C.I della Flik 28 pilotato da Max Kauer con Arnold Barwig come osservatore-mitragliere. Dovevano volare sul fronte della 17ª divisione per scattare delle fotografie, compito pericoloso con il dominio aereo oramai assicurato dall'aviazione italiana. Durante il volo videro due caccia Spad in avvicinamento a circa un chilometro e manovrarono prontamente per combatterli. Prima l'osservatore sparò una raffica di 15-20 colpi ad uno di essi che stava andando in picchiata, poi lo videro risalire sulla destra e gli spararono ancora, incendiandolo. Scattarono anche due foto dell'abbattimento e la vittoria fu omologata subito, ben prima che si sapesse della sorte di Baracca. Inoltre, a seguito delle notizie italiane che Baracca era morto sì, ma per fuoco da terra, gli austriaci tennero una lunga indagine in corso e con il rapporto finale del 28 agosto, poterono constatare come i mitraglieri a terra non avessero munizioni incendiarie SP, né rivendicassero nessuna vittoria quel giorno, cosa sorprendente se si considerava molti altri episodi contesi. Piuttosto, tre ufficiali a terra seguirono lo scontro aereo e confermarono che lo Spad venne abbattuto dal ricognitore, avendo modo di seguire anche con l'uso di un cannocchiale a 40 ingrandimenti l'andamento della battaglia. In conclusione, non è chiaro se fosse stato abbattuto da un aereo austriaco, mentre Osnago, al rientro, negò che vi fossero altri velivoli, tesi subito sposata dal comando italiano. Con la guerra che stava volgendo faticosamente a vantaggio degli italiani, le notizie che potessero provocare sconforto non erano certo tollerate. Scrisse in merito l'asso Mario Fucini anni dopo: Era la stessa fiducia in noi stessi che riceveva un colpo: se è possibile abbattere Baracca, cosa potrò fare io per non subire la stessa sorte?... Ed anche subentrò in noi una specie di conforto nel quale non avevamo sperato: Baracca non era stato abbattuto da caccia avversari. Il suo prestigio di cacciatore non era stato intaccato. Come Sigfrido soltanto un colpo a tradimento aveva potuto finirlo. Nessun vanto il nemico avrebbe potuto fare di questa fine. È questo più di tutto importava. Un altro fatto che resta davvero impossibile da discernere, a causa della mancata autopsia, è se Baracca si sia davvero ucciso per non bruciare vivo, oppure sia stato ucciso dalle mitragliate dell'aereo austriaco.
La bara fu trasferita nella dimora abituale di Baracca, Villa Borghesan, e il funerale privato si tenne nella chiesa parrocchiale di San Giorgio, a Quinto di Treviso. Una seconda cerimonia funebre, pubblica, si tenne nel cimitero di Quinto, vicino all'aeroporto di San Bernardino da cui l'asso era partito per quella che sarebbe stata la sua ultima missione (e dove oggi, presso il sito su cui sorgeva l'aeroporto, si erge una stele composta da un'ala e da una targa ricordo). Al passaggio della bara, resero omaggio al caduto le autorità civili e militari, oltre alla gente del paese. Il giorno dopo la salma venne trasportata a Lugo, dove ebbero luogo i funerali ufficiali.

## L'insegna personale

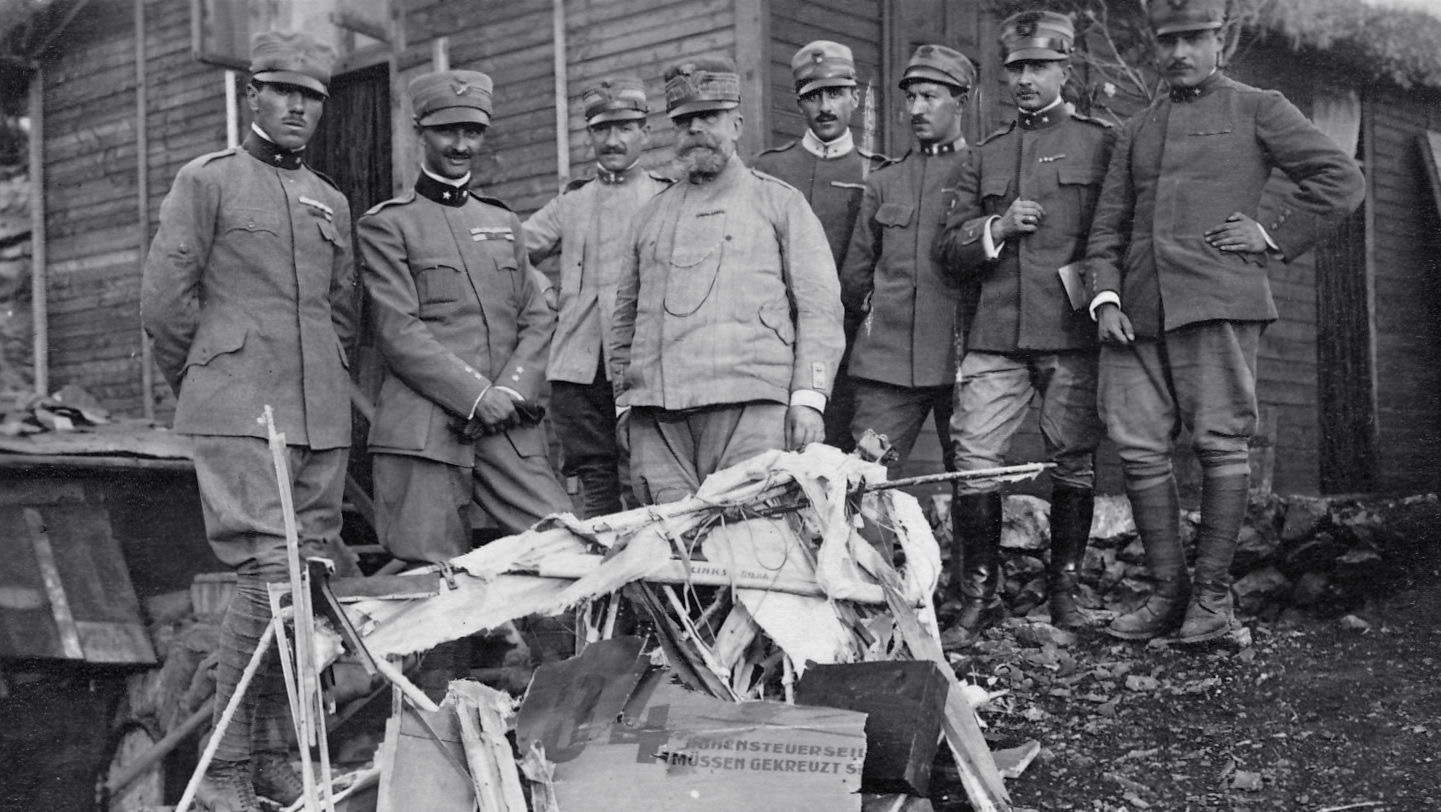
Baracca, primo da sinistra, con alla sua sinistra Fulco Ruffo di Calabria, fotografati da Attilio Prevost
Archivio Lari Prevost Mojana

L'insegna personale di Baracca, che l'asso faceva dipingere sulla fiancata sinistra del proprio velivolo - sulla destra trovava posto quella della 91ª Squadriglia (un grifone) - era il famoso cavallino rampante, sulle cui origini e sul cui stesso colore esiste un piccolo mistero. Diversi indizi sembrano infatti indicare che il colore originario del cavallino fosse il rosso, tratto per inversione dallo stemma (che in un quarto reca appunto un cavallo d'argento in campo rosso) del 2º Reggimento cavalleria "Piemonte Reale" di cui l'asso romagnolo faceva parte, e che il più famoso colore nero sia stato invece adottato in segno di lutto solo dopo la morte di Baracca dai suoi compagni di squadriglia che rinunciarono alle proprie insegne personali. L'attaccamento al Reggimento di provenienza è peraltro confermato dal fatto che Baracca conservò sull'uniforme i baveri rossi e sul berretto la granata a fiamma dritta (cui aggiunse una piccola elica) propri dei Cavalieri di Piemonte Reale.
Secondo un'altra tesi, il cavallino rampante di Baracca deriverebbe invece non dallo stemma del suddetto reggimento bensì da quello della città tedesca di Stoccarda. Gli aviatori di un tempo, infatti, venivano considerati "assi" solo dopo l'abbattimento del quinto aereo, di cui assumevano talvolta le insegne in onore del nemico sconfitto. Baracca, noto per la sua lealtà e il suo rispetto per l'avversario, avrebbe quindi fatto dipingere sulla carlinga del suo velivolo il cavallino rampante (già nero, secondo questa tesi) visto su quella del quinto aereo da lui abbattuto, un Aviatik (o, secondo altri, un Albatros B.II) tedesco probabilmente guidato da un aviatore di Stoccarda. Se così fosse, allora i cavallini (o meglio le giumente: Stutengarten - da cui Stuttgart, il nome tedesco di Stoccarda cui l'arma parlante fa riferimento - in antico altotedesco significava "recinto delle giumente") che compaiono negli attuali stemmi della Ferrari e della Porsche (quest'ultimo desunto direttamente dallo stemma della città tedesca) avrebbero, benché leggermente diversi nella grafica, la medesima origine.
In ogni caso, qualche anno dopo il termine della prima guerra mondiale, nel 1923, la madre di Francesco Baracca diede ad Enzo Ferrari l'autorizzazione a utilizzare l'emblema usato da suo figlio. Il Cavallino, modificato nella posizione della coda e nel colore dello sfondo, ora giallo in onore della città di Modena, apparve per la prima volta sulle due Alfa Romeo 8C 2300 "Mille Miglia Zagato Spider" passo corto, schierate dalla Scuderia alla 24 Ore di Spa del 9 luglio 1932: le due Alfa si classificarono al 1º e 2º posto con gli equipaggi Brivio/Siena e Taruffi/D'Ippolito.
Enzo Ferrari utilizzò il Cavallino rampante anche nella squadra che fondò subito dopo la seconda guerra mondiale: ancora oggi è il simbolo dell'omonima casa automobilistica. Meno conosciuto è il fatto che anche la Ducati utilizzò il cavallino rampante (pressoché identico a quello della Ferrari) sulle proprie moto dal 1956/57 al 1960/61. Il marchio fu scelto dal celebre progettista della Ducati Fabio Taglioni, che era nato a Lugo come Baracca.

## La replica del velivolo
La replica funzionante di uno dei due SPAD S.XIII pilotati da Francesco Baracca, realizzata da Giancarlo Zanardo, è stata presentata in un volo dimostrativo a Nervesa della Battaglia, il 5 aprile 2008, in occasione della serie di commemorazioni previste per il 90º anniversario della Battaglia del solstizio. Il biplano, costruito con le tecniche e i materiali dell'epoca, è stato impreziosito con un frammento di tela proveniente dalla fusoliera di uno degli aerei della 91ª Squadriglia, cui apparteneva Baracca.

## Onorificenze
Con il Nieuport 11
- 7 aprile 1916: Medeuzza, Hansa-Brandenburg C.I
- 16 maggio: Gorizia, Lohner B.VII
- 23 agosto: Biglia di Merna-Castagnevizza, Hansa-Brandenburg C.I
- 16 settembre: Staro Selo, Kobarid Lloyd C.III
- 25 novembre: torrente Chiarzò a Tolmezzo, Hansa-Brandenburg C.I
- 1º gennaio 1917: Castagnevizza, Hansa-Brandenburg C.I
- 11 febbraio: Selvis-Orzano di Remanzacco[26], Hansa-Brandenburg C.I
- 26 aprile: Gradisca d'Isonzo-San Martino del Carso, Hansa-Brandenburg C.I
- 1º maggio: Nabresina, Hansa-Brandenburg C.I
- 10 maggio: Vertoiba, Hansa-Brandenburg C.I
- 13 maggio: Monte Corada nei pressi di Canale d'Isonzo, Hansa-Brandenburg C.I
- 20 maggio: Est di Plava[27], Hansa-Brandenburg C.I
- 3 giugno: Nord Est di Plava/Monte Cucco, Hansa-Brandenburg C.I
- 7 luglio: Castagnevizza, Hansa-Brandenburg C.I

Con lo SPAD S.VII
- 31 luglio 1917: Oslavia, Hansa-Brandenburg C.I
- 3 agosto: Wochein Feistritz, Bohinjska Bistrica[28], Hansa-Brandenburg C.I
- 19 agosto: Nei pressi di Staro Selo, Kobarid Hansa-Brandenburg C.I
- 1º settembre: Zagorje, Hansa-Brandenburg C.I
- 6 settembre: Monte San Gabriele, Hansa-Brandenburg C.I

Con lo SPAD S.XIII
- 22 ottobre 1917: Monte Sabotino, DFW C.V
- (stesso giorno): Volnik, DFW C.V
- 25 ottobre: Bainsizza, Hansa-Brandenburg C.I
- 26 ottobre: Clabuzzaro, DFW C.V
- (stesso giorno): Canalazzo, DFW C.V
- 6 novembre: Portogruaro, Albatros D.III
- (stesso giorno): Sacile, DFW C.V
- 7 novembre: Godega di Sant'Urbano, DFW C.V
- 15 novembre: Istrana, DFW C.V
- 23 novembre: Falzé di Piave, Albatros D.III
- 7 dicembre: Monte Kaberlaba, Hansa-Brandenburg C.I
- 3 maggio 1918: Salettuolo, Hansa-Brandenburg C.I
- 22 maggio: Grave di Papadopoli, Albatros D.III
- 15 giugno: Montello, Hansa-Brandenburg C.I
- (stesso giorno): San Biagio di Callalta, Albatros D.III

Fonte: Walter Berti (a cura di), Lugo nel 900. Una storia di Lugo nel XX secolo, Walberti, Lugo 2005.

## Intitolazioni

Inaugurazione del monumento dedicato a Francesco Baracca (Lugo, giugno 1936).

Fiat C.R.32 con lo stemma del cavallino rampante (Lugo, giugno 1936).

Subito dopo la sua morte, la 91ª Squadriglia venne ribattezzata "Squadriglia Baracca". Successivamente sono stati numerosi i reparti aerei italiani intitolati all'aviatore lughese. L'Aeronautica Nazionale Repubblicana gli dedicò il 3º Gruppo caccia, mentre l'Aeronautica Militare l'attuale 9º Stormo. L'insegna di Baracca, il cavallino nero, è anche usata nell'emblema del 10º Gruppo e compare anche in quello del 12º Gruppo caccia, mentre è presente a colori invertiti nello stemma del 4º Stormo e del dipendente 9º Gruppo caccia. In campo navale, la Regia Marina battezzò con il suo nome un sommergibile della classe Marconi. L'aeroporto di Roma-Centocelle che è sede del Comando della squadra aerea e del Comando operativo di vertice interforze, così come l'aeroporto di Lugo che è sede di una scuola volo elicotteristi portano entrambi il suo nome.. A questi si aggiunga l'intitolazione dello Squadrone Comando del Reggimento Piemonte Cavalleria.
Il portale web dell'Aeronautica Militare ha proposto una pagina, intitolata "I grandi aviatori", dove vengono citate le maggiori personalità storiche dell'aviazione italiana, ponendo Baracca tra di esse. L'odierno stadio comunale di calcio di Mestre, così come l'Istituto tecnico aeronautico statale di Forlì e la squadra di calcio della sua città natale, il Baracca Lugo sono intitolati all'aviatore scomparso.
Il nome di Baracca campeggia su molte strade e piazze d'Italia, tra le altre: una via a Roma nel quartiere di Torpignattara, così come un'importante arteria di comunicazione fiorentina, mentre in piazzale Baracca, a Milano, è posto anche un monumento in suo onore. Anche la sua città natale, Lugo, gli ha dedicato un monumento. La realizzazione fu affidata allo scultore faentino Domenico Rambelli che ideò una gigantesca ala d'aereo. Ai piedi dell'ala, la statua dell'eroe vestito con la tuta da aviatore. Il basamento dell'opera reca incise, sul fronte, le date ed i luoghi delle sue vittorie aeree. Ai fianchi vi sono i simboli dei reparti a cui appartenne l'aviatore: l'ippogrifo (91ª Squadriglia) e il cavallino rampante. Il monumento fu inaugurato il 21 giugno 1936. Sul Montello, alle porte di Treviso, esiste un monumento (vicino Nervesa della Battaglia), con una dedica di Gabriele D'Annunzio.
Contrariamente a quanto si crede, il punto nel quale l'opera sorge non è quello dove l'aereo del pilota di Lugo impattò contro il suolo. Lo "SPAD" di Baracca infatti, cadde in località "Busa delle rane" al termine della "valle dell'acqua", una depressione che si insinua nel Montello. Il sito dell'attuale monumento fu scelto negli anni trenta, per le sue caratteristiche di panoramicità, che permettevano di osservarlo dalla pianura sottostante. Francesco Baracca compare come personaggio, assieme ad altri celebri aviatori italiani quali Arturo Ferrarin e Adriano Visconti, nel film d'animazione giapponese Porco Rosso, del 1992, opera di Hayao Miyazaki.

### Casa museo Francesco Baracca
Sempre a Lugo si trova un museo a lui dedicato.
Il primo allestimento museale risale al 1924. Cimeli legati alla memoria del pioniere dell'aviazione italiana furono esposti nella rocca. Dal 1993 il museo ha sede a Casa Baracca, donata al Comune di Lugo dalla famiglia proprio per questo scopo.
Il percorso espositivo, che si sviluppa sui tre piani dell'edificio, si apre con il caccia Spad VII S 2489 un tempo pilotato dall'aviatore lughese e presentato in posizione di volo. Nella sala contigua, oggetti personali ricostruiscono in parte la biografia di Baracca. Tra gli altri sono esposti il violino dell'aviatore, fotografie di scuola e ricordi di vita lughese. Il tema del volo è ripreso dall'aereo da ricognizione G91Y dell'Aviazione italiana, collocato nel cortile del museo nell'estate 1997.

## Opere su Francesco Baracca
- Paolo Varriale e Giulia Garuffi, Francesco Baracca. Il carteggio 1900-1918, Imola, Il Nuovo Diario-Messaggero, 2020.
- (FR) Riccardo Freda, "Francesco Baracca", un scénario de Riccardo Freda, in L'Avant-scène cinéma, n. 400, marzo 1991,  pp. 43-48.

## Filmografia

### Televisione
- I cacciatori del cielo, regia di Mario Vitale - docufilm (2023)
- Viene citato insieme ad Arturo Ferrarin nel film Porco Rosso (1992), regia di Hayao Miyazaki

## Galleria d'immagini

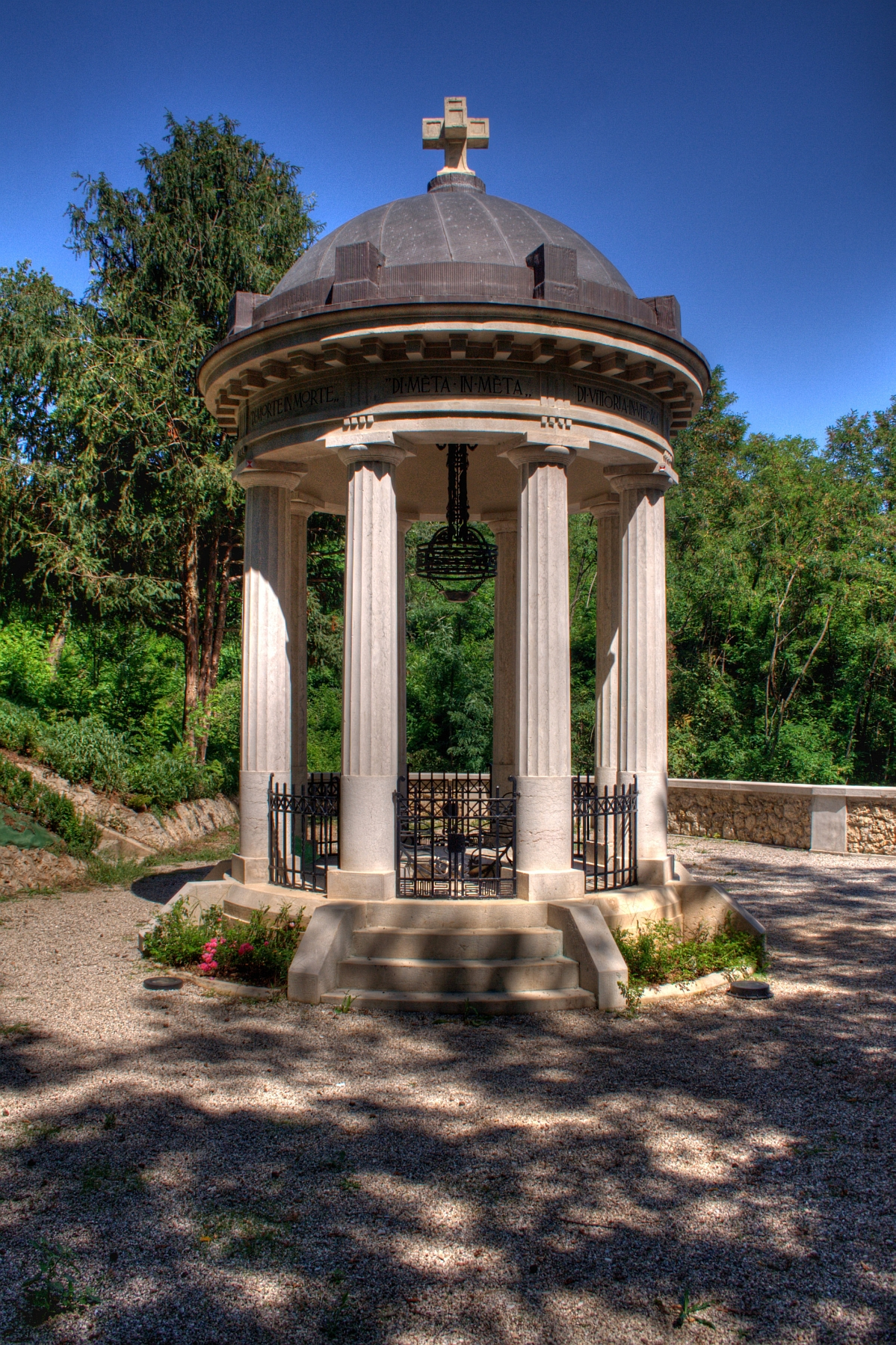
Il monumento di Nervesa della Battaglia.
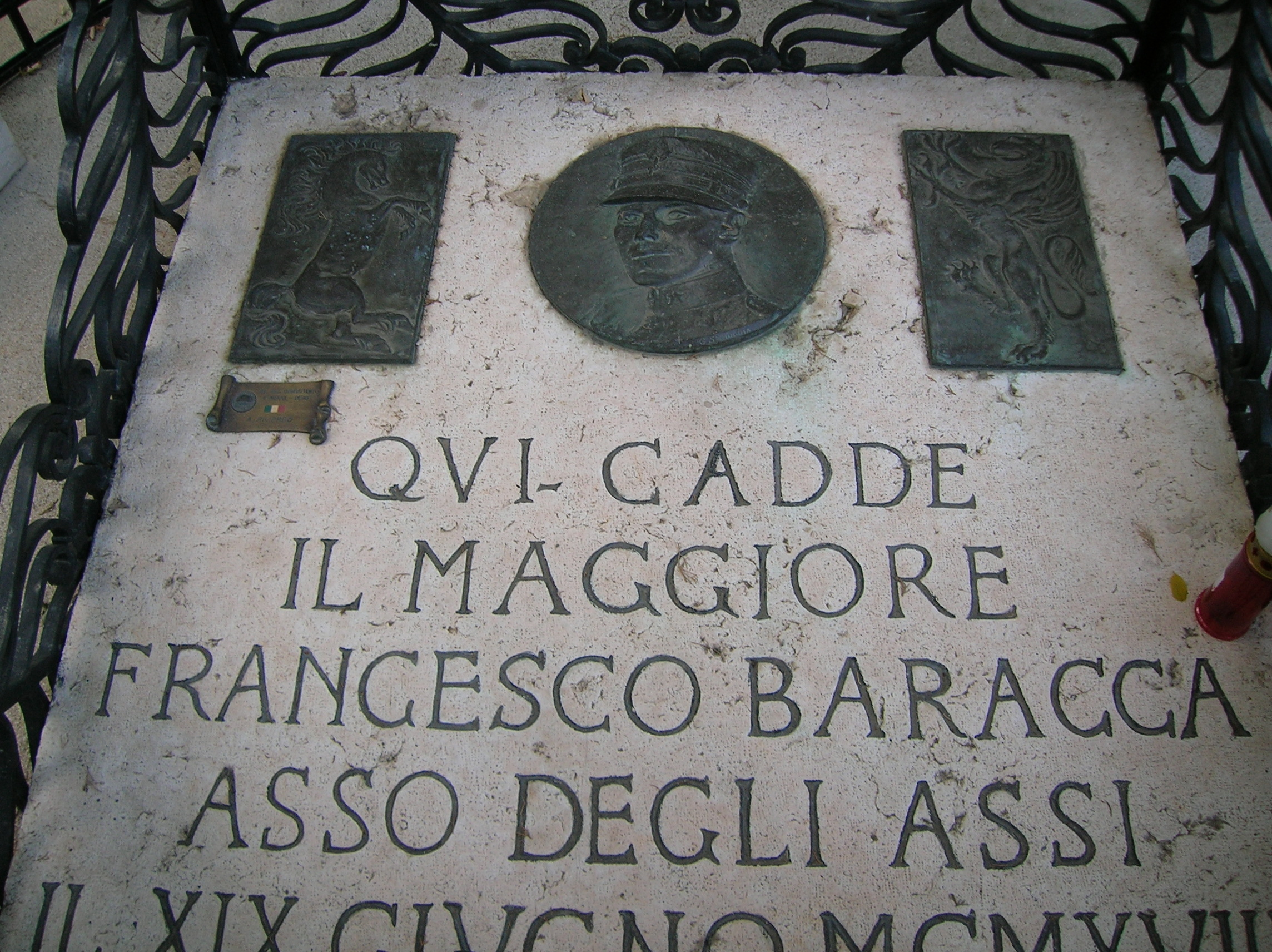
Lapide posta all'interno del tempietto di Nervesa della Battaglia.
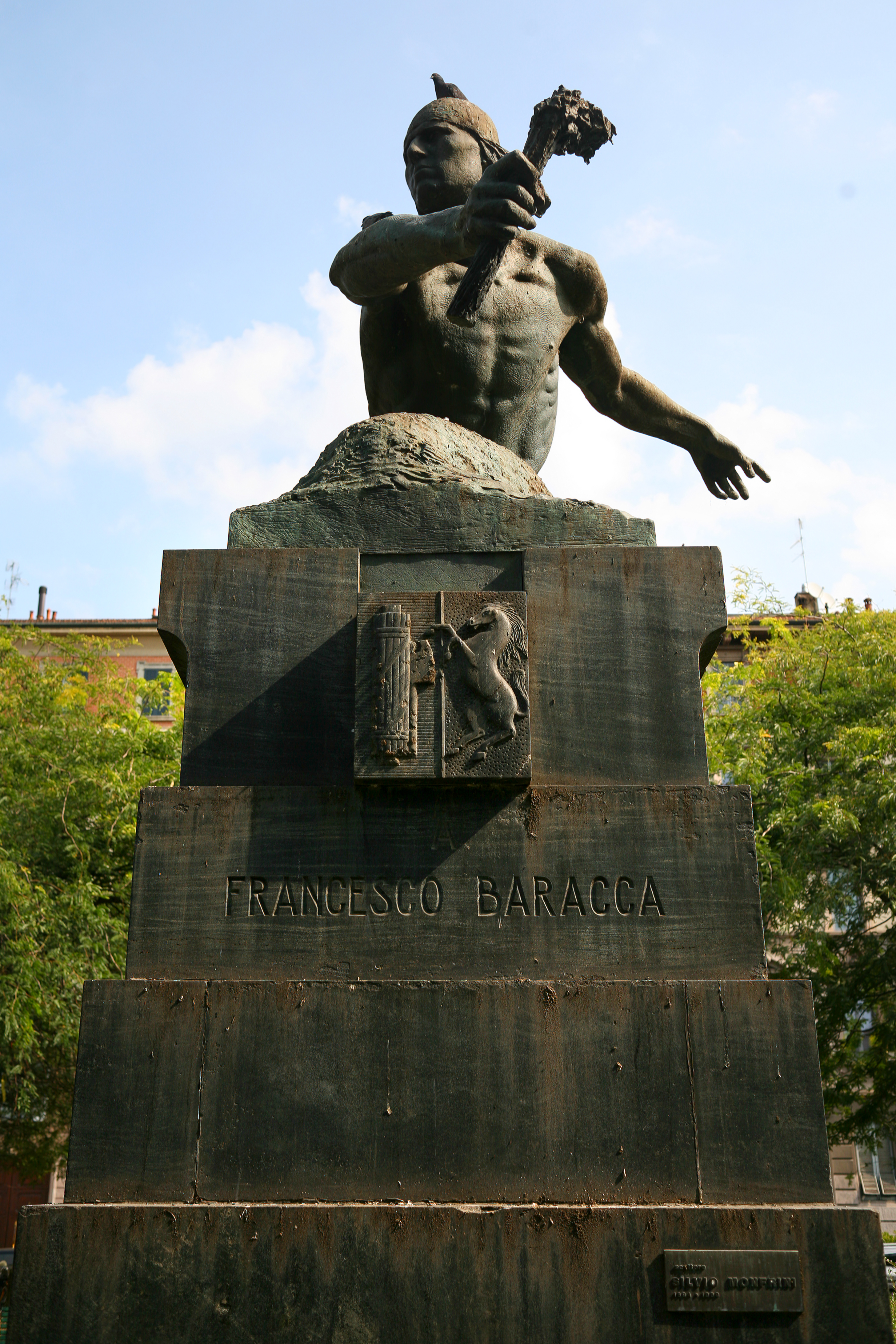
Monumento in piazzale Baracca a Milano: è visibile, a fianco del fascio littorio, il cavallino rampante.
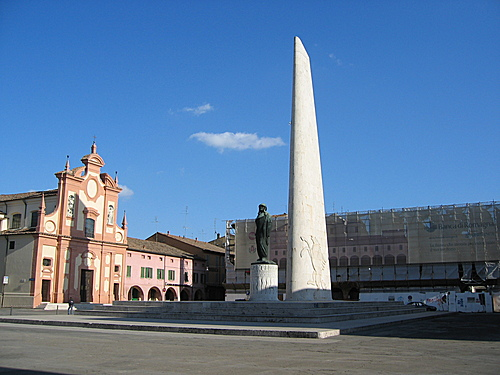
Il monumento in Piazza Francesco Baracca a Lugo, sua città natale.